# پیسه تپه
پیسه تپه مربوط به سده‌های اولیه دوران‌های تاریخی پس از اسلام است و در شهرستان همدان، بخش مرکزی، دهستان هگمتانه، شهر جورقان واقع شده و این اثر در تاریخ ۶ اسفند ۱۳۸۵ با شمارهٔ ثبت ۱۷۴۵۱ به‌عنوان یکی از آثار ملی ایران به ثبت رسیده است.